# جاكوار 420
جاكوار 420 (بالإنجليزية: Jaguar 420 and Daimler Sovereign)‏ هي سيارة من تصنيع شركة سيارات جاكوار.